# RICE MUSIC
『RICE MUSIC』（ライス・ミュージック）は、日本のシンガーソングライターである土屋昌巳の1枚目のオリジナル・アルバム。
1982年6月21日にEPIC・ソニーレコードから一風堂として活動していた土屋の初のソロ・アルバムとしてリリースされた。一風堂の3枚目のアルバム『RADIO FANTASY』（1981年）よりおよそ1年振りとなる作品であり、作曲はほぼ全曲土屋が担当しているが、1曲のみ坂本龍一が作詞および作曲を担当、また作詞は土屋のほかにジャイルズ・デュークおよび中西俊夫が担当している。
レコーディングはロンドンのAIRスタジオを中心に行われ、土屋が共演を希望したジャパンのスティーヴ・ジャンセンやミック・カーンのほかに、イギリスの著名なミュージシャンであるビル・ネルソンおよびパーシー・ジョーンズが参加している。本作は特定のコンセプトがない状態で制作されたが、土屋は日本人であることを強く意識して制作したと述べている。
本作の1か月後にリリースされた一風堂のシングル「すみれ September Love」（1982年）がオリコンシングルチャートにて最高位第2位を記録しヒット作品となった。

## 背景
一風堂は2枚目のアルバム『REAL』（1980年）リリース後、ベース担当の赤尾敬文がバンドから脱退したために3人編成となり、ライブ活動が困難となったことから活動休止状態となる。3枚目のアルバム『RADIO FANTASY』（1981年）リリース後は土屋のソロ活動が多くなり、同年8月からは矢野顕子の全国コンサートツアー「また会おね」にギタリストとして参加し、坂本龍一および村上秀一、仙波清彦などと共に全国40か所前後を回ることとなった。また同時期に土屋は坂本のアルバム『左うでの夢』（1981年）にコーラスとして参加している。
11月に新宿ツバキハウスにて開催されたMELONのライブに土屋が参加し、イベントのために来日していたイギリスのロックバンドであるジャパンのメンバーが楽屋を訪れたことから、土屋とジャパンのメンバーが初めて邂逅することとなった。12月にはEPIC / CBS U.K.から一風堂のシングル「ふたりのシーズン」がイギリスにてリリース、同国の公共放送であるBBCにて一風堂のプロモーション・フィルム『COSMIC CYCLE』が頻繁に放送され話題となる。
1982年1月22日にはイギリスにて『RADIO FANTASY』がリリースされ、イギリス以外にもカナダ、オーストラリア、ドイツなどでもリリースされた。同時期に土屋はカルピスの清涼飲料水「B&L」のコマーシャルソングとして使用されたキム・ワイルドの楽曲「ビター・イズ・ベター」（1982年）の作曲およびプロデュースのため渡英する。現地にて土屋は一風堂のプロモーション活動も行った。

## 録音、制作
本作のレコーディングは1982年1月30日にロンドンのAIRスタジオにて開始された。本作制作の切っ掛けはジャパンのメンバーが来日し、MELONのライブを観覧した際に土屋と邂逅したことであると土屋は述べている。当時ジャパンのベーシストであるミック・カーンが渋谷パルコにて彫刻展を開催しており、カーンは憧れであったパーシー・ジョーンズが同ライブに参加していたことから観覧に訪れることとなった。土屋はジャパンのアルバム『孤独な影』（1980年）を愛好していたことから、同バンドのメンバーと共同制作を望んだために本作の企画を立ち上げることとなった。カーンが一風堂のファンであることを知った土屋は、千載一遇のチャンスであると考えたためにその場で企画書を作成し、当時EPIC・ソニーの社長であった丸山茂雄に直談判することとなった。また、制作の動機としてイングランドの音楽プロデューサーであるスティーヴ・ナイとの共同作業を望んだことや、ソロ・アーティストとして何かを表現したいという欲求が高まっていたことも挙げている。土屋はコマーシャルソングを制作した際にキム・ワイルドが土屋の楽曲に関心を抱いていたことから渡英することとなり、現地で様々なミュージシャンと交流できたことが本作制作に繋がっているとも述べている。本作は事前に用意された楽曲が少なかったため、土屋のギタープレイは現場での即興による一発録りとなっている。また、一風堂においては譜面を書き上げ事前に青写真を描いた上でレコーディングに臨んでいたが、本作では時間がなかったために土屋は曲が完成していないにも拘わらず完成していると周囲に伝えた上で、無理矢理参加者を集めてその場でリズム・セッションを制作するなど即興的な方法で制作を行ったと述べている。
4月には本作収録曲「KAFKA」のための土屋と坂本龍一のセッションがCBSソニー・六本木スタジオにて行われる。土屋は以前より坂本との間で共作の話をしていたと述べ、坂本は全権を委ねるよう土屋に要請、土屋はこれを快諾したために坂本による作詞、作曲の楽曲が収録されることになった。土屋と坂本はイングランドのニュー・ウェイヴバンドであるフライング・リザーズなどについて話をしており、坂本と打ち合わせを行ったところ坂本から「まかして」と言われ、その後坂本は自らドラムスやベースなどの楽器を持ち込んで一人で制作を開始したという。「KAFKA」に関しては土屋と坂本の間で事前の打ち合わせはなく、初めに冒頭のピアニカのフレーズを録音し、次に歌詞となる言葉を録音、その2つの組み合わせを流しながら坂本自らがドラムスを叩き、それに合わせて土屋がギターを弾く形でレコーディングが行われた。坂本は同曲において作詞および作曲だけでなく、ギター以外のすべての楽器を担当している。また同曲の中で「Take2」という音声が収録されているのは異なるバージョンが存在していたためであり、当初はトーキング・ヘッズのクリス・フランツのようなドラムプレイを坂本が行ったバージョンを録音していたが、迷った挙句に最終的にはアルバムに収録されたバージョンに落ち着き、別バージョンは消去されたと土屋は述べている。

## 音楽性とテーマ
本作のコンセプトは自身のことであると土屋は述べており、アルバムタイトルが示す通り「お米を食べて育った人間がここに居ますよ」という意味であるとも述べている。本作はボーカルをメインには構成していないなど土屋の後のアルバムとは趣向が異なっており、ライターの吉村栄一は「混沌とした80年代初頭のこの時期ならではのニューウェイヴ作品になっている」と述べている。本作において土屋はリズムや共演者など自身の望む構想をすべて取り込んだために「まとまりがないアルバム」と思っていたが、周囲からはコンセプチュアルなアルバムであると指摘されることが多々あったと述べている。
土屋は本作に対して特別なコンセプトは設けていなかったが、自身がアジア人、日本人であることは強く意識して制作していたと述べている。そのため、本作には囃子や沖縄音楽などのアジアのリズムが多く採用されている。土屋は10代の頃には西洋のロック・ミュージシャンに対するコンプレックスがあったが、斉藤ノヴや坂本などと接するうちに音楽の世界において東洋人であることは個性であり強みであると思い直し、本作制作時には全く逆の状態になっていたことから東洋人であることを意識してアルバムタイトルを決定したと述べている。坂本が制作した「KAFKA」に関して土屋は、「言葉のダダイスムをミニマル・ミュージックの構造でやる」ことが坂本のアイデアとしてあったのではないかと推測している。また、吉村は同曲をシュールリアリスティックな曲であると述べている。
本作には元ジャパンのメンバーが参加しているため、アルバム『錻力の太鼓』（1981年）を最後に次作を制作することなく解散した同バンドの新作として本作を聴いていたというインタビュアーからの問いかけに対して、土屋は音楽性が近いからこそお互いが接近したのではないかと述べ、土屋自身もブライアン・フェリーに似ていると指摘されることが多々あったものの、フェリー本人からは歓迎されていたエピソードを披露している。また、本作の後に土屋が参加したジャパンのツアーにおいて、デヴィッド・シルヴィアンが本作の「SECRET PARTY」を演奏したいと提案、ベーシック・トラックを日本から輸送したものの不自然であると解釈したために演奏はされなかった。これに対し土屋は本作の中で最もジャパンの音楽性に近いものを本人たちが気に入っていたと述べたほか、「あの歌のラインをデヴィッドが歌いたいって。今思えばやっておけばよかった」と述べている。

## リリース、アートワーク
本作は日本国内において1982年6月21日にEPIC・ソニーレコードからLPとしてリリースされた。LPの帯に記載されたキャッチフレーズは「僕達は今、科学しながらお米を食べる……RICE — すべての源! RICE — はかり知れないエネルギー! RICE IS NICE!」であった。本作のジャケット写真は写真家の鋤田正義が撮影しており、土屋の背景の壁には玄米が一粒ずつ貼り付けられ、傍らにギターが1本置かれているものとなっている。吉村は「東洋人の感性を武器にこれから世界に乗り出していく彼を予言するかのようだ」と述べており、また本作はイギリスおよびヨーロッパ各国においてもリリースされた。
1992年12月2日にはEPIC・ソニーの名盤復刻シリーズ「BEATFILE」の全28作品に選定されて初CD化され、1995年9月21日には廉価版復刻CDシリーズ「CD選書」に選定されて再リリースされた。2006年12月20日には一風堂のボックス・セット『MAGIC VOX: IPPU‐DO ERA 1979–1984』に収録される形でデジタル・リマスタリング版として再リリースされ、ボーナス・トラックとして「すみれ September Love」（1982年）とB面曲であった「ルナティック・シャドウズ」が収録された。2017年12月20日には土屋のボックス・セット『SOLO VOX -epic years-』に収録される形でBlu-spec CD2仕様で再リリースされ、ボーナス・トラックも含めた『RICE MUSIC＋6』として『土屋昌巳写真集 Alone』（1983年）に付属していたソノシートからの6曲が収録された。

## 批評
| 専門評論家によるレビュー        | 専門評論家によるレビュー |
| レビュー・スコア                | レビュー・スコア         |
| 出典                            | 評価                     |
| ------------------------------- | ------------------------ |
| CDジャーナル                    | 肯定的                   |
| ストレンジ・デイズ （田中雄二） | 肯定的                   |

批評家たちからは本作のゲスト参加者に対して概ね肯定的な意見が挙げられている。音楽情報サイト『CDジャーナル』では、本作がタイトル通りに日本的な要素を前面に取り入れた音作りであることを指摘、「ライス・ミュージック」「HAINA-HAILA」が最もその特徴が色濃く出ている楽曲であると述べた上で、スティーヴ・ジャンセンやミック・カーン、坂本龍一などの参加に関して「個性派のゲストが強烈な色彩を加えている」と肯定的に評価した。音楽誌『ストレンジ・デイズ 2007年2月号 NO.89』において雑誌編集者である田中雄二は、本作がMELONに参加していた土屋が同バンドのライブを観覧に訪れていたミック・カーンに声を掛けられたことが切っ掛けとなり、千載一遇のチャンスを得た土屋がレコード会社の了解を得て制作が開始されたことに触れ、ロンドンのAIRスタジオでのレコーディングやスティーヴ・ナイが参加したことに対して「国際色あるアルバム」と述べたほか、中西俊夫やりりィのバックバンドであるバイ・バイ・セッション・バンドに土屋とともに参加していた坂本龍一らが参加していることに対して「ゲストも豪華」と肯定的に評価した。また、「SECRET PARTY」のタムタム・ドラムなどからジャパンのアルバム『錻力の太鼓』からの影響が濃厚であると指摘した。

## 収録曲
- CD付属の歌詞カードおよびボックス・セットのブックレットに記載されたクレジットを参照[17][18]。また、5、9曲目および『MAGIC VOX』ボーナストラックの12曲目、『RICE MUSIC＋6』ボーナス・トラックの11曲目から16曲目はインストゥルメンタルとなっている。

| #         | タイトル                             | 作詞                 | 作曲      | 編曲      | 時間  |
| --------- | ------------------------------------ | -------------------- | --------- | --------- | ----- |
| 1.        | 「ライス・ミュージック」(RICE MUSIC) | 土屋昌巳             | 土屋昌巳  | 土屋昌巳  | 4:00  |
| 2.        | 「せっせっせっ」(SE! SE! SE!)        | 土屋昌巳             | 土屋昌巳  | 土屋昌巳  | 4:17  |
| 3.        | 「HAINA-HAILA」                      | 土屋昌巳             | 土屋昌巳  | 土屋昌巳  | 4:34  |
| 4.        | 「タオ・タオ」(TAO-TAO)              | ジャイルズ・デューク | 土屋昌巳  | 土屋昌巳  | 4:03  |
| 5.        | 「NEO-RICE MUSIC」                   |                      | 土屋昌巳  | 土屋昌巳  | 2:02  |
| 合計時間: | 合計時間:                            | 合計時間:            | 合計時間: | 合計時間: | 18:56 |

| #         | タイトル                                        | 作詞                 | 作曲      | 編曲      | 時間  |
| --------- | ----------------------------------------------- | -------------------- | --------- | --------- | ----- |
| 6.        | 「KAFKA」                                       | 坂本龍一             | 坂本龍一  | 坂本龍一  | 4:26  |
| 7.        | 「ライス・ドッグ・ジャム」(RICE DOG JAM)        | 中西俊夫             | 土屋昌巳  | 土屋昌巳  | 4:31  |
| 8.        | 「SECRET PARTY」                                | ジャイルズ・デューク | 土屋昌巳  | 土屋昌巳  | 4:11  |
| 9.        | 「サイレント・オブジェクト」(SILENT OBJECT)     |                      | 土屋昌巳  | 土屋昌巳  | 2:20  |
| 10.       | 「ナイト・イン・ザ・パーク」(NIGHT IN THE PARK) | ジャイルズ・デューク | 土屋昌巳  | 土屋昌巳  | 6:00  |
| 合計時間: | 合計時間:                                       | 合計時間:            | 合計時間: | 合計時間: | 21:28 |

| #         | タイトル                     | 作詞      | 作曲      | 編曲      | 時間 |
| --------- | ---------------------------- | --------- | --------- | --------- | ---- |
| 11.       | 「すみれ September Love」    | 竜真知子  | 土屋昌巳  | 土屋昌巳  | 3:50 |
| 12.       | 「ルナティック・シャドウズ」 |           | 土屋昌巳  | 土屋昌巳  | 3:02 |
| 合計時間: | 合計時間:                    | 合計時間: | 合計時間: | 合計時間: | 6:52 |

| #         | タイトル                  | 作詞      | 作曲      | 編曲      | 時間  |
| --------- | ------------------------- | --------- | --------- | --------- | ----- |
| 11.       | 「Alone」                 |           | 土屋昌巳  | 土屋昌巳  | 3:41  |
| 12.       | 「Things To Worry About」 |           | 土屋昌巳  | 土屋昌巳  | 2:08  |
| 13.       | 「Fear For The Future」   |           | 土屋昌巳  | 土屋昌巳  | 4:54  |
| 14.       | 「In Time-Out Of Time」   |           | 土屋昌巳  | 土屋昌巳  | 4:30  |
| 15.       | 「Nightgulls」            |           | 土屋昌巳  | 土屋昌巳  | 5:18  |
| 16.       | 「Never Mind」            |           | 土屋昌巳  | 土屋昌巳  | 5:12  |
| 合計時間: | 合計時間:                 | 合計時間: | 合計時間: | 合計時間: | 25:43 |

## スタッフ・クレジット
- CDバックカバーに記載されたクレジットを参照[17]。

### 参加ミュージシャン
- 土屋昌巳 – ギター、ボーカル、シンセサイザー、ドラムス、ベース、エレクトリック・パーカッション、バンブー・パーカッション、琴、揚琴ほか
- スティーヴ・ジャンセン – ドラムス
- ミック・カーン – ベース
- ビル・ネルソン – "Flying E-Bow"ギター
- パーシー・ジョーンズ – ベース
- 坂本龍一 – ヴォックス、シンセサイザー、ドラムス、ベース、ピアニカ、エミュレータ（すべて6曲目のみ）
- 仙波清彦 – パーカッション（和太鼓、鼓、タブラほか）、能管
- 松武秀樹 – コンピュータプログラミング、オペレーション
- 中西俊夫 – ヴォックス、説教（7曲目のみ）
- 鋤田正義 – ポラロイド SX-70、オリンパス OM-2
- EVE – バッキング・ボーカル
- ナチコ & ヨーコ – バッキング・ボーカル

### 参加ミュージシャン（詳細）
| 1. 「ライス・ミュージック」 - 土屋昌巳 – ギター、シンセサイザー、エレクトリック・パーカッション、琴、ループ - スティーヴ・ジャンセン – ドラムス - ミック・カーン – ベース - ビル・ネルソン – エンディング－ "Flying E-Bow"ギター - 仙波清彦 – パーカッション（タブラ、鼓） - 松武秀樹 – コンピュータプログラミング、オペレーション - EVE - コーラス 2. 「せっせっせっ」 - 土屋昌巳 – ギター、シンセサイザー、エレクトリック・パーカッション、ボーカル、コーラス - スティーヴ・ジャンセン – ドラムス - パーシー・ジョーンズ – ベース - EVE – コーラス、ヴォックス 3. 「HAINA-HAILA」 - 土屋昌巳 – 三味線ギター、シンセサイザー、バンブー・パーカッション、エレクトリック・パーカッション、テープ・ループ、ボーカル - ミック・カーン – ベース - 仙波清彦 – パーカッション（和太鼓）、能管 - ナチコ – コーラス、ヴォックス 4. 「タオ・タオ」 - 土屋昌巳 – ギター、シンセサイザー、ボーカル - スティーヴ・ジャンセン – ドラムス - ミック・カーン – ベース - ビル・ネルソン – "Flying E-Bow"ギター - 松武秀樹 – コンピュータプログラミング、オペレーション - EVE - コーラス 5. 「NEO-RICE MUSIC」 - 土屋昌巳 – ギター、シンセサイザー（ダブミックス） - スティーヴ・ジャンセン – ドラムス - ミック・カーン – ベース - 仙波清彦 – パーカッション（タブラ、鼓） | 1. 「KAFKA」 - 土屋昌巳 – ギター - 坂本龍一 – ドラムス、ベース、ピアニカ、シンセサイザー、エミュレータ、トランシーバー・ヴォックス－テープ・ループ 2. 「ライス・ドッグ・ジャム」 - 土屋昌巳 – ギター、シンセサイザー、エレクトリック・リズム、ボーカル - スティーヴ・ジャンセン – ドラムス - パーシー・ジョーンズ – ベース - 中西俊夫 – ヴォックス、説教 - 仙波清彦 – 和太鼓 - EVE – コーラス 3. 「SECRET PARTY」 - 土屋昌巳 – ギター、ドラムス、ベース、シンセサイザー、テープ・ループ、ボーカル、揚琴 - 松武秀樹 – コンピュータプログラミング、オペレーション - 鋤田正義 – ポラロイド SX-70、オリンパス OM-2 - EVE – コーラス 4. 「サイレント・オブジェクト」 - 土屋昌巳 – ギター、ドラムス、シンセサイザー、エレクトリック・リズム - 松武秀樹 – コンピュータプログラミング、オペレーション 5. 「ナイト・イン・ザ・パーク」 - 土屋昌巳 – ギター、ボーカル、コーラス - スティーヴ・ジャンセン – ドラムス - パーシー・ジョーンズ – ベース - ミック・カーン – アルトサックス - 仙波清彦 – パーカッション（和太鼓、タブラ、鼓） |

### 録音スタッフ
- 土屋昌巳 – プロデューサー、ミキシング・エンジニア
- スティーヴ・ナイ – レコーディング・エンジニア
- 伊東俊郎 – レコーディング・エンジニア、ミキシング・エンジニア
- 鈴木良博 – レコーディング・エンジニア、ミキシング・エンジニア
- 深田晃 – レコーディング・エンジニア
- フィリップ・バレット – アシスタント・エンジニア
- 渡辺茂美 – アシスタント・エンジニア
- 大森政人 – アシスタント・エンジニア
- 谷口英二 – マスタリング・エンジニア

### 美術スタッフ
- 鋤田正義 – 写真撮影
- 須藤洋子 – スタイリスト
- 辰巳博英 – ヘアー&メイク・アップ
- 高橋伸明 – デザイン
- 加藤靖隆 – デザイン

### その他スタッフ
- KAZU – スペシャル・サンクス
- JUNKO – スペシャル・サンクス
- KIM – スペシャル・サンクス
- パティ・ノルダー（ロンドン） – スペシャル・サンクス
- DRIVE MUSIC PUBLISHER – マネージメント
- 郡司常海 – エグゼクティブ・プロデューサー

## リリース日一覧
| No. | 地域       | リリース日     | レーベル                                 | 規格         | カタログ番号 | 備考 | 出典          |
| --- | ---------- | -------------- | ---------------------------------------- | ------------ | ------------ | --- | ------------- |
| 1   | 日本       | 1982年6月21日  | EPIC・ソニー                             | LP           | 28 3H-64     | | [ 16 ]        |
| 2   | ヨーロッパ | 1982年         | エピック・レコード                       | LP           | EPC 85935    | |               |
| 3   | イギリス   | 1982年         | エピック・レコード                       | CT           | EPC 40-85935 | |               |
| 4   | 日本       | 1992年12月2日  | EPIC・ソニー                             | CD           | ESCB 1363    | 「BEATFILE」シリーズとして復刻                                                                                 | [ 19 ]        |
| 5   | 日本       | 1995年9月21日  | EPIC・ソニー                             | CD           | ESCB 1668    | 「CD選書」シリーズとして復刻                                                                                   | [ 20 ] [ 21 ] |
| 6   | 日本       | 2006年12月20日 | ソニー・ミュージックダイレクト／GT music | CD           | MHCL-1026    | ボックス・セット『MAGIC VOX: IPPU‐DO ERA 1979–1984』収録 デジタル・リマスタリング盤、ボーナス・トラック2曲収録 | [ 22 ] [ 23 ] |
| 7   | 日本       | 2017年3月1日   | ソニー・ミュージックダイレクト           | AAC-LC       | -            | デジタル・ダウンロード、ボーナストラック未収録                                                                 | [ 1 ]         |
| 8   | 日本       | 2017年3月1日   | ソニー・ミュージックダイレクト           | ロスレスFLAC | -            | デジタル・ダウンロード、ボーナストラック未収録                                                                 | [ 2 ]         |
| 9   | 日本       | 2017年12月20日 | ソニー・ミュージックダイレクト           | BSCD2        | DQCL 701     | ボックス・セット『SOLO VOX -epic years-』収録 2017年リマスター盤、ボーナス・トラック6曲収録                    | [ 24 ]        |